# Justin Hurwitz
Justin Hurwitz (Los Angeles, Califòrnia, Estats Units, 22 de gener de 1985) és un compositor de música de cinema i guionista estatunidenc. És conegut per les seves col·laboracions amb el cineasta Damien Chazelle en les pel·lícules Whiplash (2014) i La La Land (2016), pel qual va guanyar dos Oscar el 2017 en les categories de millor cançó original (City of Stars) i millor música de la pel·lícula.
Hurwitz i Chazelle es van conèixer a la Universitat Harvard, on estaven al mateix grup i compartien habitació.

## Biografia
Hurwitz va néixer a Califòrnia, fill de Gail (nascuda Halabe), una ballarina professional convertida en infermera, i Ken Hurwitz, escriptor.
La seva família és jueva (de Rússia, Polònia, Damasc (Síria) i Beirut (Líban).  La seva família es va traslladar a Wisconsin el 1998 on va assistir a la Nicolet High School.
Hurwitz va anar a la Harvard University, on va ser company d'habitació del director Damien Chazelle.  Col·laboren en una pel·lícula d'estudiants que es convertiria en Guy and Madeline on a Park Bench, que es va estrenar el 2009. Mentre estava a la univy, Hurwitz era membre del Harvard Lampoon i membre original de la banda indie-pop Chester French amb Chazelle.

## Filmografia

### Cinema
- 2009: Guy and Madeline on a Park Bench de Damien Chazelle
- 2014: Whiplash de Damien Chazelle
- 2016: La La Land de Damien Chazelle
- 2018: First Man de Damien Chazelle

### Televisió
- 2011: Els Simpson (episodi: Memòria esborrada)
- 2011-2015: The League (set episodis)

## Premis i nominacions

### Premis
- Oscars 2017 :
  - Oscar a la millor banda sonora per a la La Land
  - Oscar a la millor cançó original per a City of Stars a la La Land
- BAFTA 2017: BAFTA a la millor música
- Globus d'Or 2017: 
  - Globus d'Or a la millor banda sonora original per a la La Land
  - Globus d'Or a la millor cançó original per a City of Stars a la La Land
- Globus d'Or del 2019: Millor música de film per a First Man

### Nominacions
- Oscars 2017: Oscar a la millor cançó original per a The Fools Who Dream a La La Land